# 長野県道169号南原長瀬線
長野県道169号南原長瀬線（ながのけんどう169ごう なんばらながせせん）は長野県上田市（旧丸子町）を走る一般県道。

## 概要

### 路線データ
- 起点：上田市御岳堂字南原（南原交差点、長野県道82号別所丸子線交点）
- 終点：上田市長瀬（長瀬交差点、国道152号交点）

## 交差する道路
- 長野県道82号別所丸子線（起点 - 北原交差点）
- 国道152号（終点）